# Wilhelm Dittmann

Wilhelm Dittmann

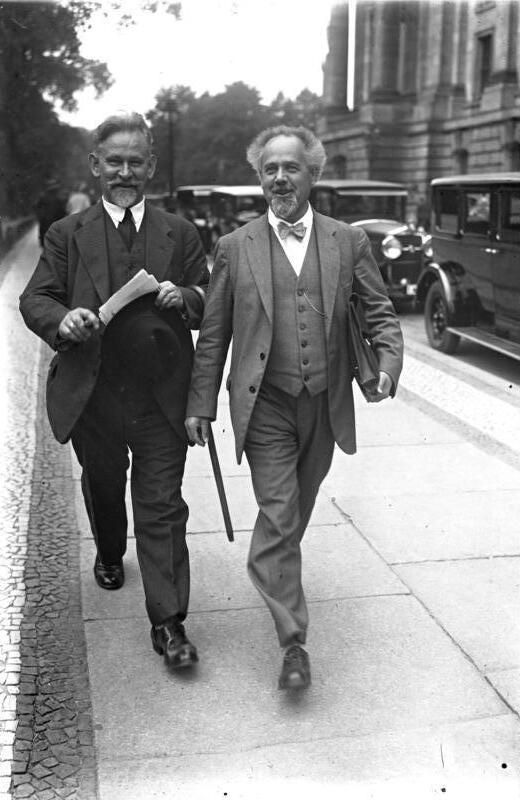
Wilhelm Dittmann (links) zusammen mit Arthur Crispien am 18. Juli 1930

Wilhelm Dittmann (* 13. November 1874 in Eutin; † 7. August 1954 in Bonn) war ein deutscher sozialdemokratischer Politiker. Dittmann leitete von 1917 bis 1922 als politischer Sekretär des Zentralkomitees der USPD maßgeblich die Arbeit der Partei. Vom 10. November bis zum Rücktritt am 29. Dezember 1918 war er Mitglied des Rates der Volksbeauftragten. Von 1912 bis 1918 und von 1920 bis 1933 war er für die SPD bzw. die USPD Mitglied des Reichstages.

## Leben
Dittmann besuchte die Volksschule in seiner Geburtsstadt, schloss 1894 eine Lehre als Tischler ab und arbeitete fünf Jahre in diesem Beruf. 1894 trat er in die SPD und den Holzarbeiterverband ein. Ab 1899 arbeitete Dittmann als Redakteur bei Parteizeitungen in Bremerhaven und Solingen (Bergische Arbeiterstimme). 1904 trat er eine Stelle als Parteisekretär in Frankfurt am Main an, wo er 1907 auch Stadtverordneter wurde. 1909 kehrte er nach Solingen zurück und gewann 1912 den Reichstagswahlkreis Remscheid-Lennep-Mettmann.

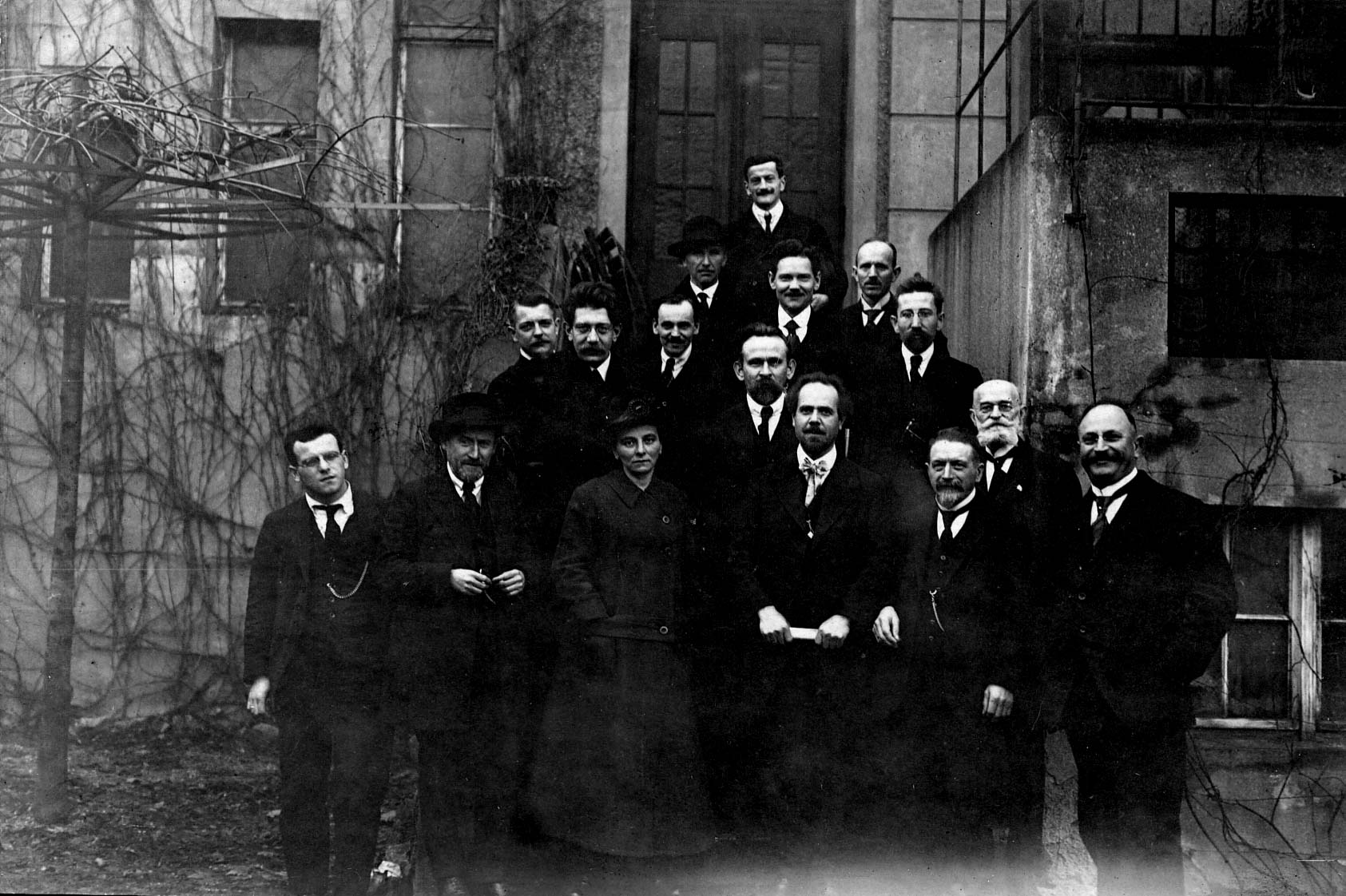
Führende Mitglieder der USPD am Rande des Leipziger Parteitages, Dezember 1919. Dittmann in der Bildmitte hinter Lore Agnes und Arthur Crispien

Am 21. Dezember 1915 stimmte er erstmals gegen die Kriegskredite zur Finanzierung des Ersten Weltkriegs, wurde im März 1916 aus der SPD-Fraktion ausgeschlossen und gründete 1916 zusammen mit Hugo Haase und Georg Ledebour die Sozialdemokratische Arbeitsgemeinschaft. Im April 1917 war er Gründungsmitglied der USPD. Am 5. Februar 1918 wurde er wegen seiner Beteiligung am Berliner Munitionsarbeiterstreik von einem Kriegsgericht des versuchten Landesverrats für schuldig befunden und zu fünf Jahren Festungshaft verurteilt. Im Zuge des innenpolitischen Kurswechsels unter Reichskanzler Max von Baden wurde er am 15. Oktober 1918 aus der Haft entlassen.
Während der ersten Wochen der Novemberrevolution (10. November bis 29. Dezember 1918) gehörte er für die USPD dem Rat der Volksbeauftragten an. 1920 wurde er für die USPD in den Reichstag gewählt. 1920 nahm er für die USPD am II. Weltkongress der Kommunistischen Internationalen (KI) in Petrograd teil, lehnte aber entgegen dem Parteitagsvotum von Halle einen Anschluss der USPD an die KI und eine Vereinigung mit der KPD ab.
Dittmann blieb Führungsmitglied der Rest-USPD (die Mehrheit der Mitglieder schloss sich 1920 der KPD an) und betrieb 1922 die Wiedervereinigung mit der SPD. Im Herbst 1922 trat Dittmann als Sekretär in den Vorstand der vereinigten Partei ein und übernahm außerdem die Funktion eines geschäftsführenden Vorsitzenden der sozialdemokratischen Reichstagsfraktion. Beide Ämter behielt er bis 1933. Von 1920 bis 1925 war er zudem einer der Vizepräsidenten des Reichstages, von 1921 bis 1925 auch Stadtverordneter in Berlin. Eine ähnlich bedeutende Rolle wie in der USPD spielte er in der SPD jedoch nicht mehr.
Am 22. und 23. Januar 1926 hielt Dittmann eine sechsstündige Rede vor dem von ihm geleiteten parlamentarischen Untersuchungsausschuss des Reichstages zur Dolchstoß-Legende. Mit dieser die Geschichte fälschenden Zwecklüge hatten Rechtsparteien und nationalistische Gruppen behauptet, dass das deutsche Heer im Felde nicht militärisch besiegt, sondern von „hinten erdolcht“ worden sei – durch die Anhänger der Novemberrevolution von 1918. Er hatte die amtlichen Geheimakten von Schiffsprozessen, Reichsmarineamt und Reichsgericht ausgewertet.
Kurz vor dem Reichstagsbrand flüchtete er im Februar 1933 auf Empfehlung des Parteivorstands nach Österreich, als gerüchteweise bekannt wurde, dass die Nazis ihn in einem Schauprozess als „Novemberverbrecher“ anklagen wollten. Wenig später übersiedelte er in die Schweiz. Ein dort von ihm unter dem Titel Wie alles kam verfasstes Manuskript zur Geschichte der Jahre 1914 bis 1933 blieb unveröffentlicht. Die sozialdemokratische Exilführung gab stattdessen 1936 Friedrich Stampfers Buch Die vierzehn Jahre der ersten deutschen Republik heraus, das Dittmann ausgesprochen kritisch beurteilte. 1951 kehrte er nach Westdeutschland zurück und arbeitete bis zu seinem Tod im Bonner SPD-Archiv.
Die zwischen 1939 und 1947 in der Schweiz verfassten und 1995 von Jürgen Rojahn herausgegebenen Memoiren Dittmanns sind eine erstrangige autobiographische Quelle zur Geschichte der deutschen Arbeiterbewegung insbesondere während des Ersten Weltkrieges, der Novemberrevolution und der ersten Jahre der Weimarer Republik.
Dittmanns Bruder Paul Dittmann war einer der Organisatoren des norddeutschen Werftarbeiterstreiks im Sommer 1913 und 1917 Gründungsvorsitzender der Hamburger USPD. Er nahm sich, unheilbar an Tuberkulose erkrankt, im Mai 1919 das Leben.

## Veröffentlichungen (Auswahl)
- Belagerungszustand, Zensur und Schutzhaft vor dem Reichstage : Drei Reichstagsreden, geh. 1916; Nach d. amtl. Stenogramm. Verlag der Leipziger Buchdruckerei, Leipzig 1917.
- Revolutionäre Taktik. Rede Dittmanns auf dem Parteitage der USPD in Halle am 14. Oktober 1920, Verlag Freiheit, Berlin, 1920.
- Die Wahrheit über Räte-Rußland. Reichsverlag Berlin 1920. Eine Broschüre in der Reihe Wegweiser für das werktätige Volk im Reichsverlag Berlin.

- Die Marine-Justiz-Morde von 1917 und die Admirals-Rebellion von 1918. Dargestellt nach den amtlichen Geheimakten im Auftrage des Parlamentarischen Untersuchungsausschusses über den Weltkrieg (4. Unterausschuß) von Werner Dittmann. Berlin, J.H.W. Dietz Nachf., 1926. Dokumentation der Justizmorde an Max Reichpietsch und Albin Köbis, der Politik der USPD gegen den 1. Weltkrieg und des Matrosenaufstandes im November 1918.
- Warum die Flotte zerbrach : Kriegstagesbuch e. christl. Arbeiters. Von Richard Stumpf. Mit e. Vorw. von Wilhelm Dittmann, J. H. W. Dietz Nachf., Berlin 1927.
- Das politische Deutschland vor Hitler : Nach d. amtlichen Material des Statist. Reichsamtes in Berlin. Europa Verlag, Zürich 1945.
- Erinnerungen. Bearb. und eingeleitet von Jürgen Rojahn Campus-Verl. Frankfurt a. M. 1995, ISBN 3-593-35285-0.
- Ernst Drahn (Hg.): Deutscher Revolutions-Almanach für das Jahr 1919 über die Ereignisse des Jahres 1918 Hamburg / Berlin, Hoffmann & Campe 1919. Beiträge von Hugo Haase, Philipp Scheidemann, Wilhelm Dittmann, Karl Kautsky, Eduard Bernstein, Johannes R. Becher u. a. (In der Deutschen Nationalbibliothek nicht vorhanden, aber in mehreren anderen deutschen Bibliotheken, siehe KVK, sowie als Digitalisat bei archive.org)
- Jörg Wollenberg: Wilhelm Dittmann - Ein ungeliebter demokratischer Sozialist, Zeitschrift Z, Nr. 115, Sept., 2018